# The Bow (Calgary)

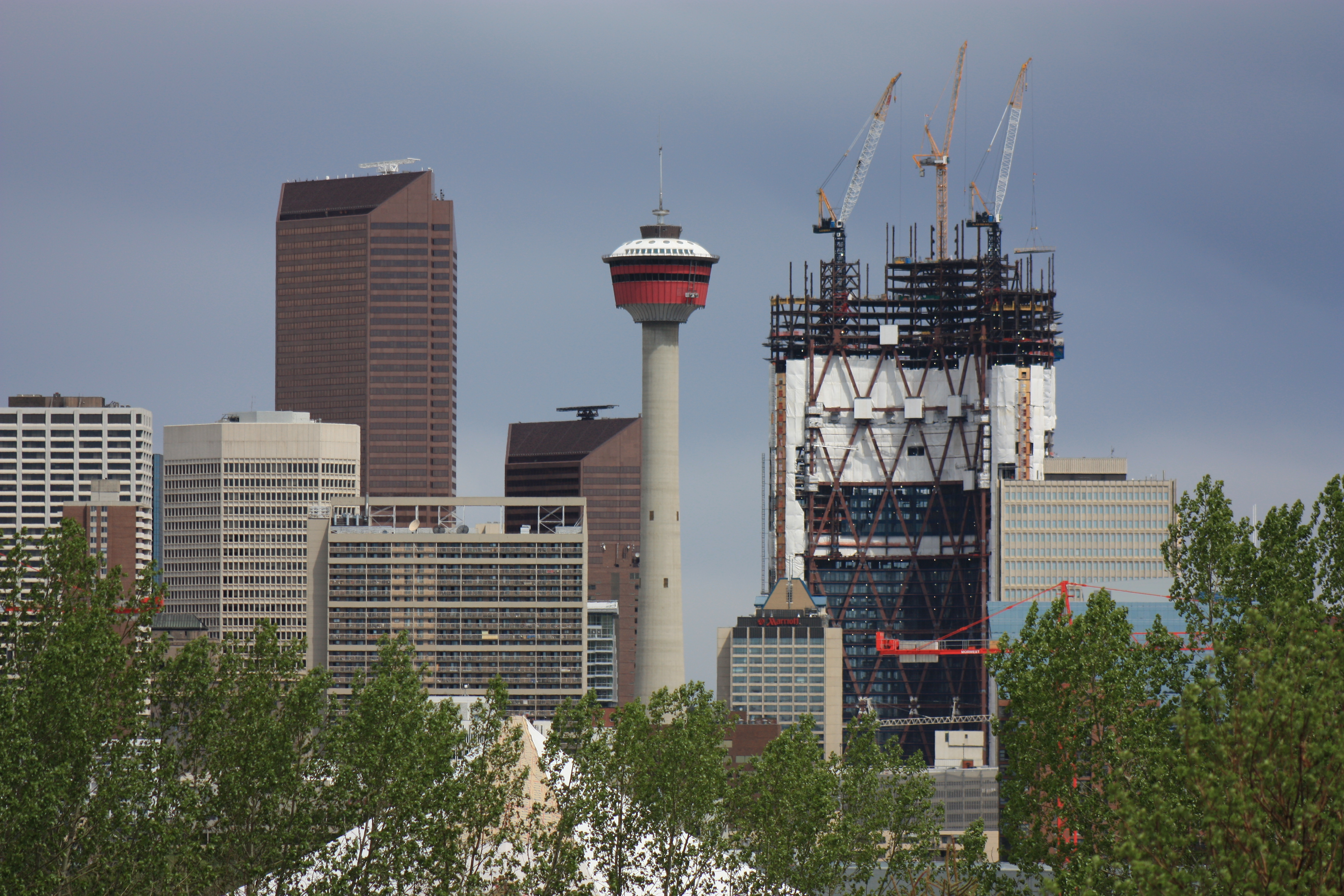
Das Gebäude im Bau im Mai 2010

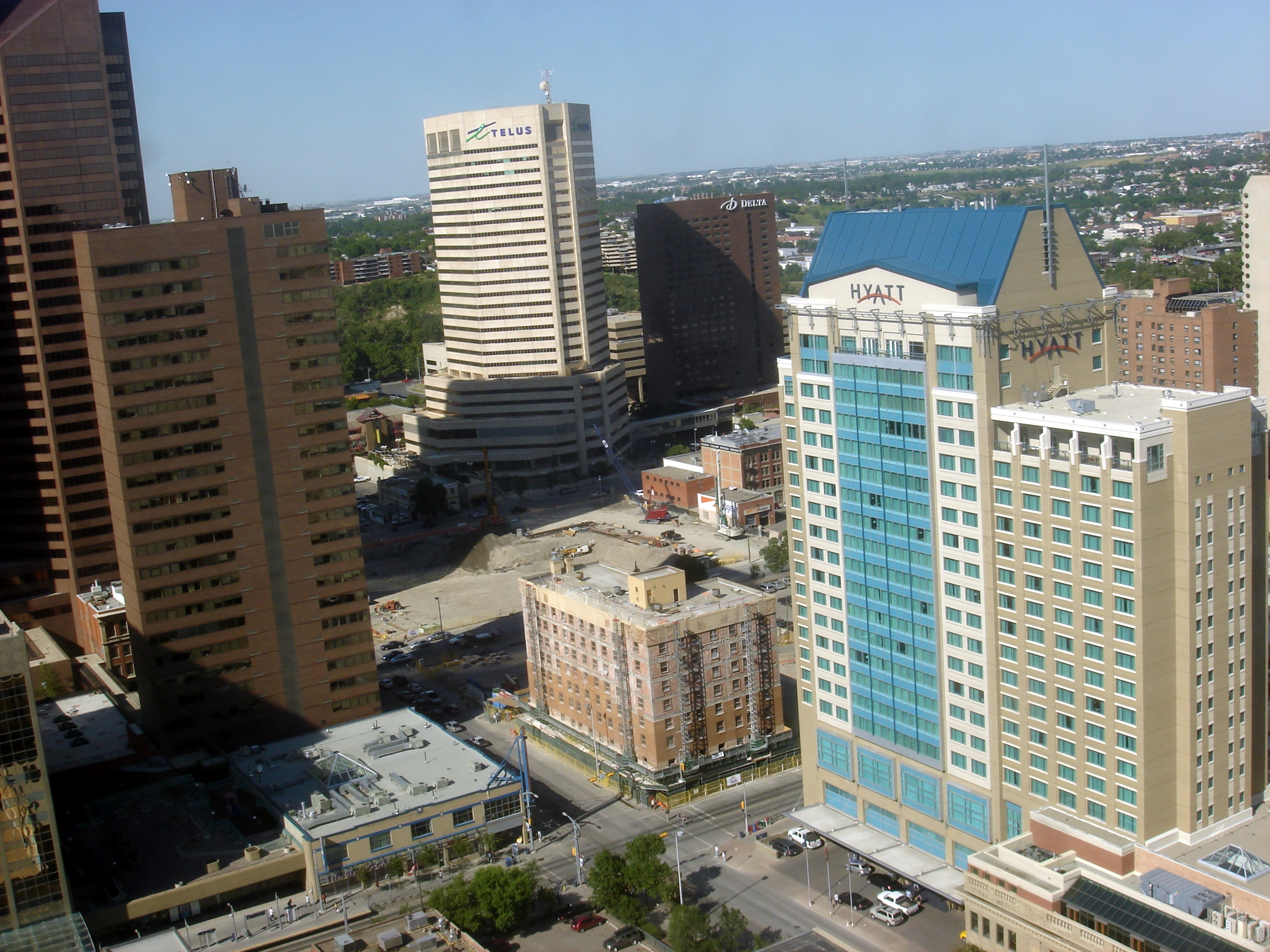
Das Baugelände für das Bürogebäude im Oktober 2006

The Bow ist ein 236 Meter hohes Bürogebäude im Stadtzentrum von Calgary, Alberta, Kanada. Das Gebäude verfügt über insgesamt 58 Etagen, davon sind 53 Etagen Büroflächen, zwei Etagen Restaurants und Einkaufsgeschäfte und drei Skygardens. Das kanadische Energieunternehmen EnCana Corporation hatte in dem höchsten Bürogebäude Calgarys seinen Hauptsitz.
The Bow ist an das Plus 15-Skywalk-Netzwerk der Stadt angeschlossen.

## Geschichte

### Frühe Planungen
Den Bau eines neuen Firmensitzes gab das Unternehmen EnCana Corporation im Jahre 2006 bekannt. EnCana ist Nordamerikas zweitgrößter Erdgasproduzent. Erste Planungen gingen ursprünglich von zwei Gebäuden aus. Das größte Gebäude dieser Planungen sollte 60 Stockwerke oder mehr umfassen. Als Beispiel diente das Suncor Energy Centre, das sich in unmittelbarer Nachbarschaft in der Innenstadt befindet. Aufgrund verschiedener Meinungen entschied man sich letztendlich gegen ein Gebäude mit über 70 Stockwerken und über 300 Metern Höhe. Kurze Zeit später wurde die offizielle Entscheidung bekanntgegeben, ein Gebäude mit 58 Stockwerken und einer Höhe von 236 Metern zu bauen.

### Bau
Der Antrag auf Baugenehmigung wurde unter dem Namen „The Bow“ eingereicht, da man aus dem Gebäude eine uneingeschränkte Sicht auf den Bow River hat. Am 12. Oktober 2006 präsentierten die Architekten Foster and Partners ihre Entwürfe für das Gebäude.
Der offizielle Baubeginn war am 13. Juni 2007. Die Bauarbeiten begannen an beiden Seiten zeitgleich in der 6th Avenue Street zwischen Centre Street und 1st Street. Das in direkter Nachbarschaft gelegene historische Hotelgebäude, welches zwischen 1929 und 1930 gebaut wurde, wurde abgerissen, damit genügend Platz für das neue Gebäude geschaffen werden konnte. Die alte Fassade wurde später rekonstruiert und in die Außenfassade des Gebäudes integriert.
Im Jahr 2012 wurde der Bau abgeschlossen. Das Gebäude ist das höchste Bürogebäude Calgarys vor dem bis dahin höchsten Gebäude der Stadt dem Suncor Energy Centre’s West Gebäude.

## Nutzung
Encana und Cenovus teilen sich das Gebäude. Beide Unternehmen wollen die Belegschaft an einem Standort in der Stadt konzentrieren. Cenovus stehen 2.300 Büros zur Verfügung und erste Mitarbeiter zogen im August 2012 in das neue Gebäude. Der Einzug der Encana-Mitarbeiter begann im Oktober 2012.